# Wszystko się wali
Wszystko się wali (ang. Bringing Down the House) – amerykański film komediowy z 2003 roku w reżyserii Adama Shankmana.

## Opis fabuły
Bogaty, rozwiedziony prawnik Peter Sanderson (Steve Martin) szuka przez internet nowej partnerki. Umawia się na randkę. Jednak zamiast wymarzonej eleganckiej i wykształconej piękności spotyka pełną energii, pulchną, ciemnoskórą Charlene Morton (Queen Latifah), która została posądzona o napad i potrzebuje dobrego adwokata.

## Obsada
- Steve Martin jako Peter Sanderson
- Queen Latifah jako Charlene Morton
- Eugene Levy jako Howie Rosenthal
- Jean Smart jako Kate
- Michael Rosenbaum jako Todd Gendler
- Angus T. Jones jako Georgey Sanderson
- Kimberly J. Brown jako Sarah Sanderson
- Missi Pyle jako Ashley

i inni